# Горлов Олександр Мойсейович
Олександр Мойсейович Горлов (23 березня 1931, Москва, Російська РФСР—10 червня 2016) — американський вчений російського походження, почесний професор і директор гідропневматичної лабораторії енергетики Північно-Східного університету в Бостоні, Массачусетс.

## Ранні роки
Народився в сім'ї відомого адвоката. Батько був заарештований і помер у в'язниці під час сталінських чисток. Мати провела кілька років в концтаборах в Росії, в цей час молодий Олександр Горлов утримувався у віддаленому дитячому будинку на Уралі.
Здобув докторський ступінь у галузі машинобудування і мав успішну наукову кар'єру в Москві протягом відносно ліберального періоду відлиги. Був нагороджений Золотою і двома бронзовими медалями за досягнення в народному господарстві СРСР. В 1975 через дружбу з Олександром Солженіциним, критиком комуністичної системи, був змушений емігрувати.

## Кар'єра
З 1976 викладає машинобудування в Північно-Східному університеті та займається науково-дослідною роботою в галузі освоєння поновлюваних джерел енергії з водних потоків і вітру. Розробив спіральні турбіни для використання в річках, припливних і відкритих океанських течіях. Інновації закріплені рядом патентів. Винахід Турбіни Горлова названий одним з 100 найкращих інновацій 2001 року.
Має більше 100 технічних публікацій, в тому числі книг, і 25 американських і міжнародних патентів в таких областях, як поновлювані джерела енергії, структурний аналіз і дизайн, теоретична механіка і дизайн мостів і тунелів.